# Silpha
Silpha es un género de escarabajos carroñeros de la familia Silphidae.

## Ejemplares del género

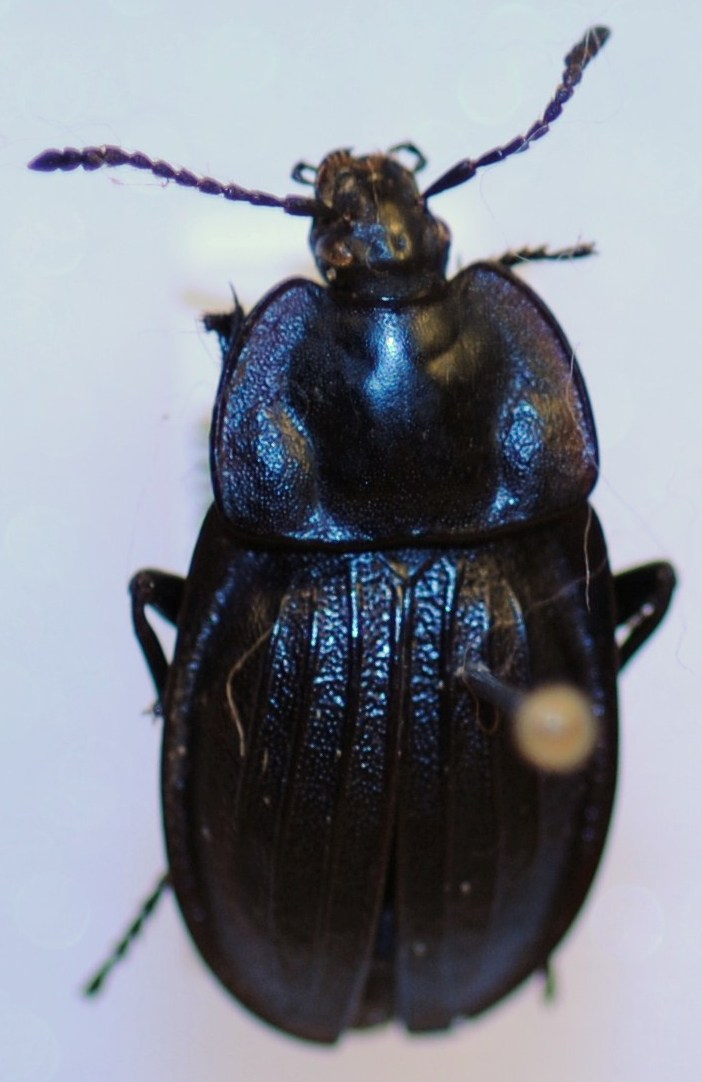
Silpha businskyorum
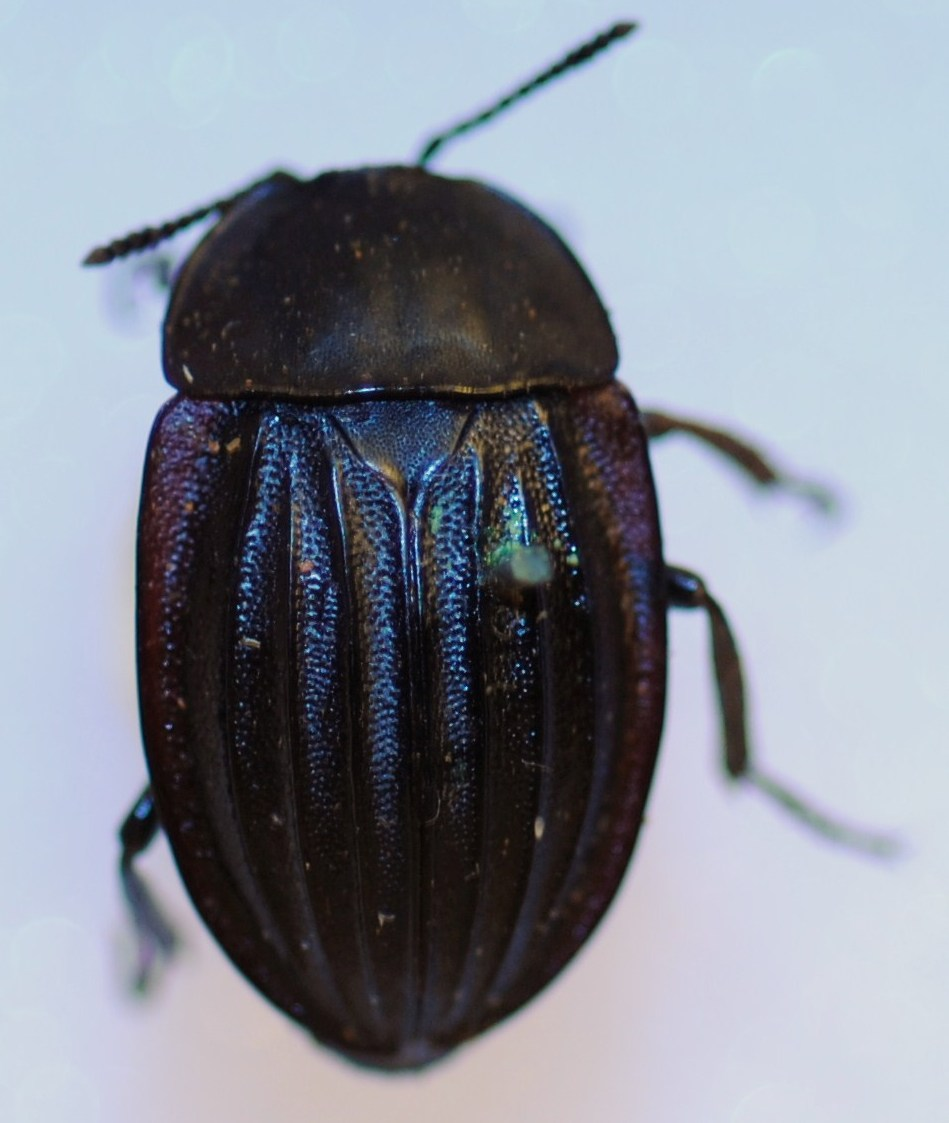
Silpha capicola
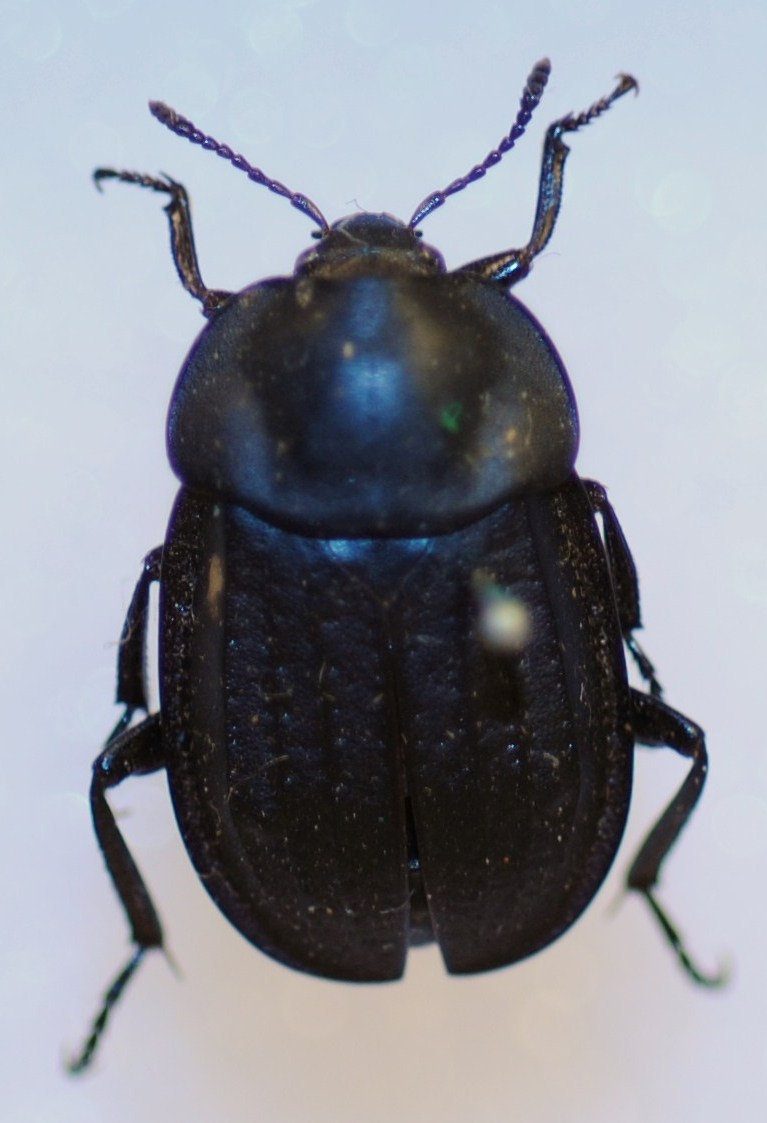
Silpha olivieri
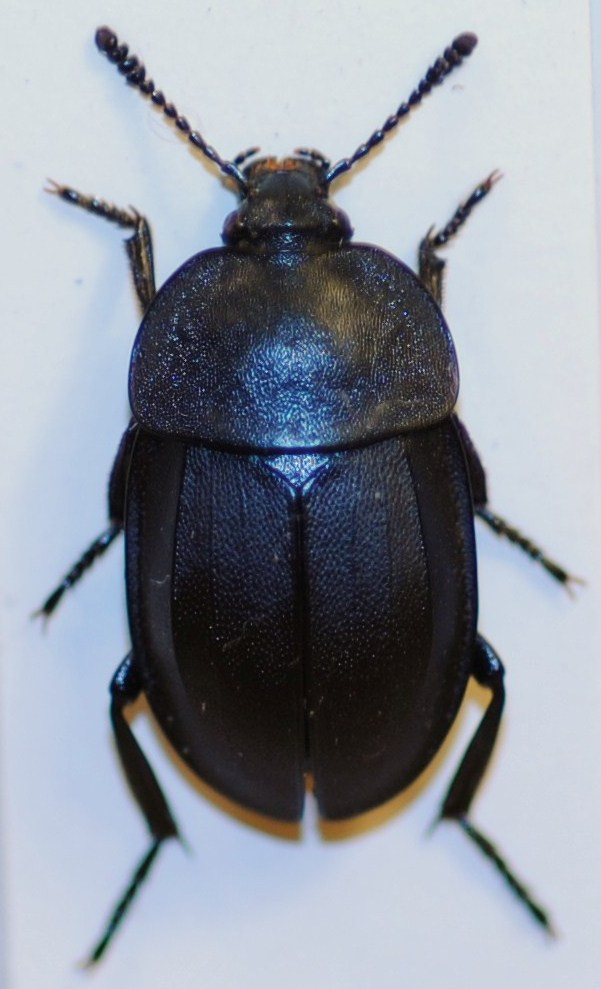
Silpha alpestris
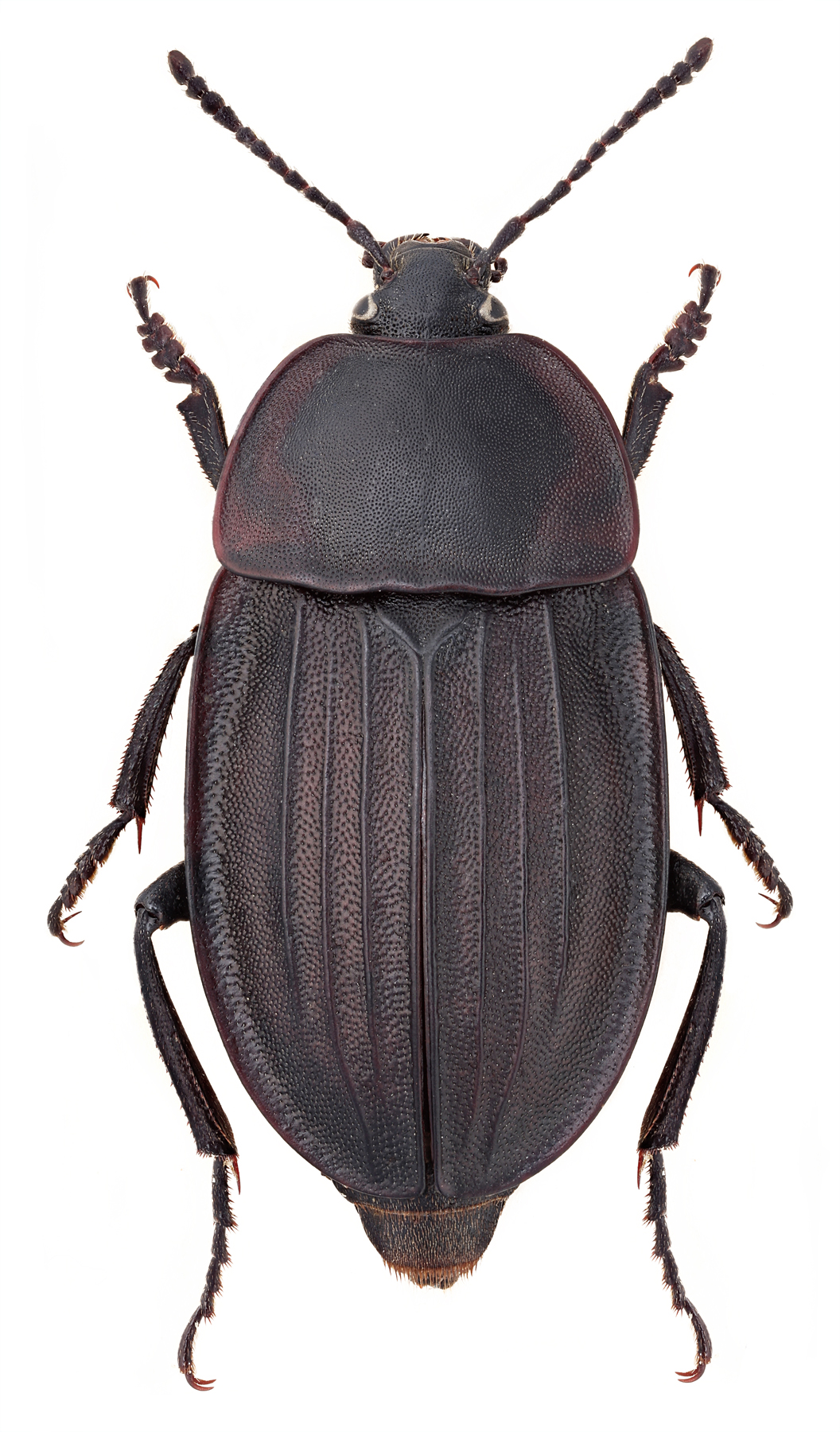
Silpha carinata
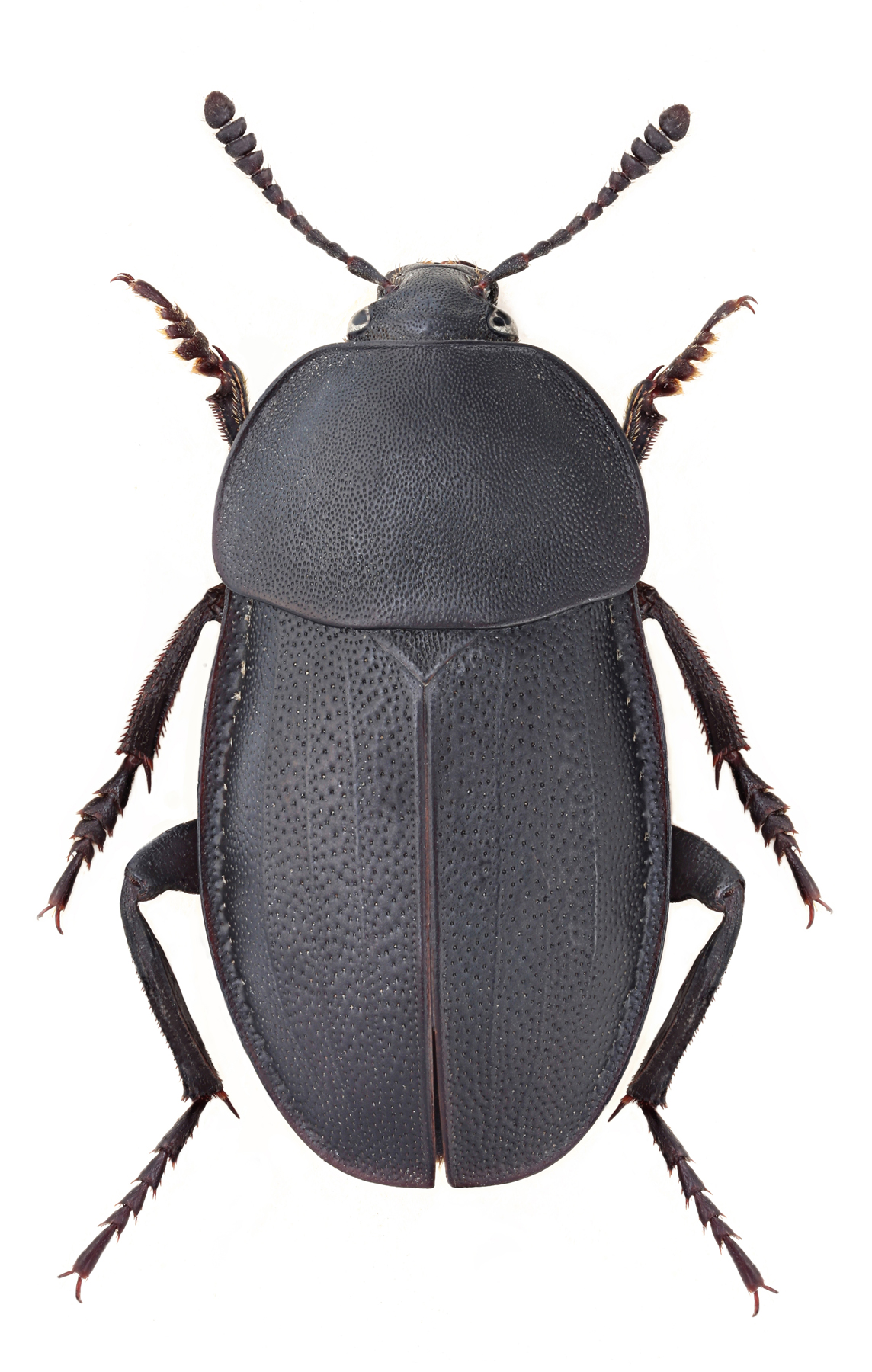
Silpha obscura
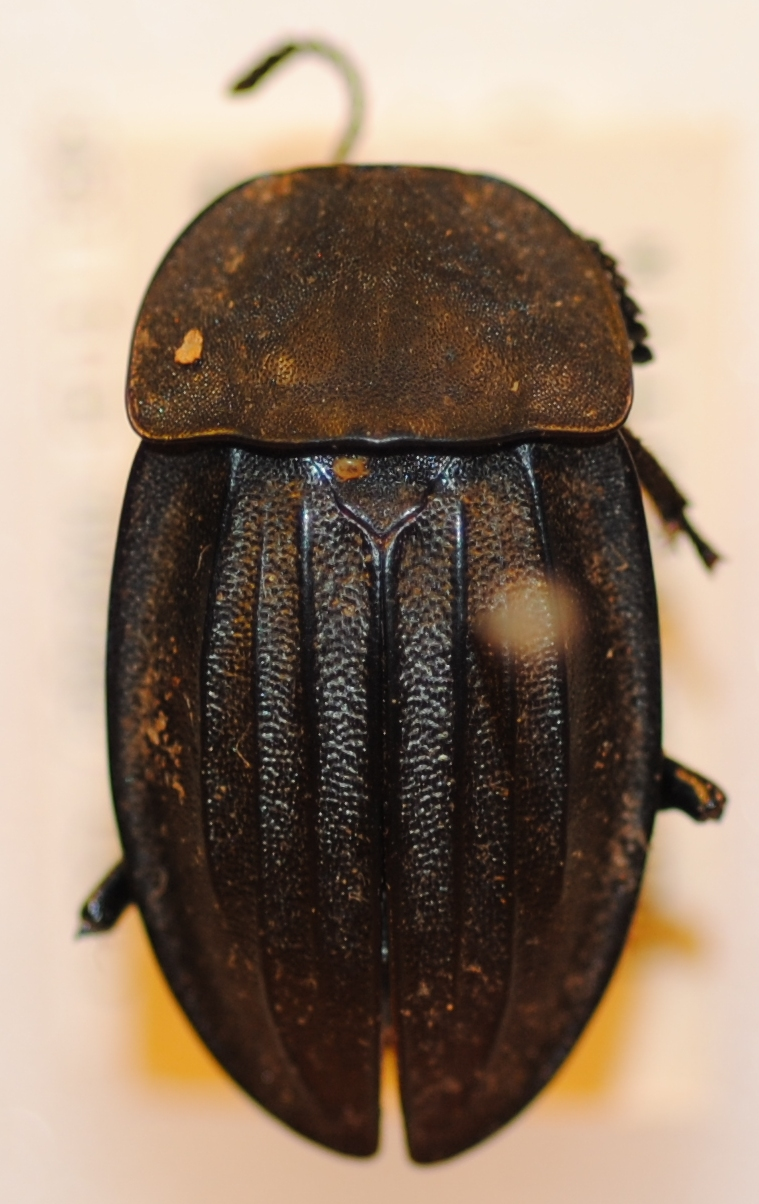
Silpha perforata
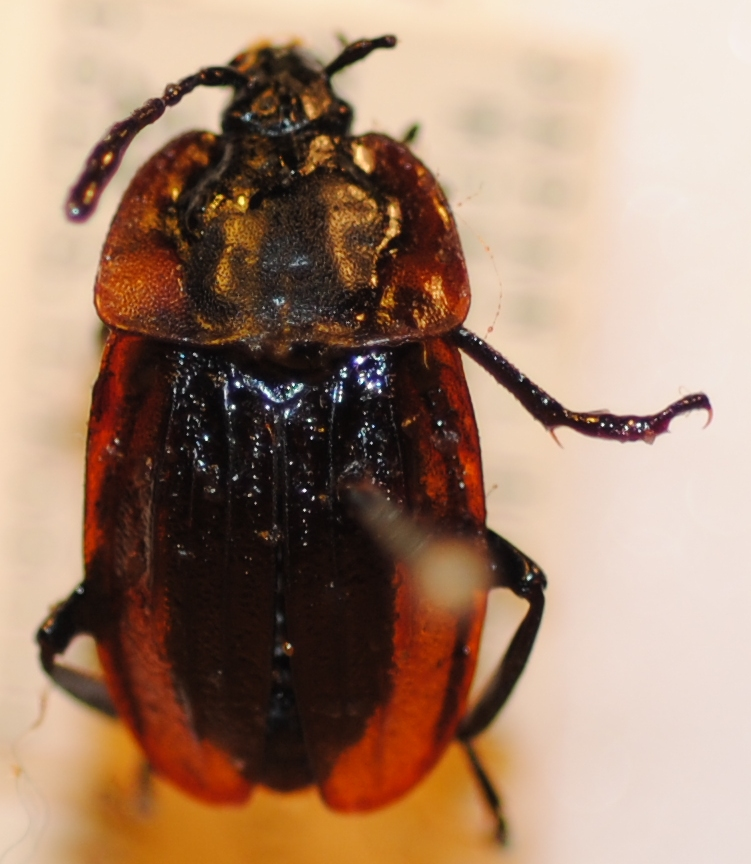
Silpha longicornis
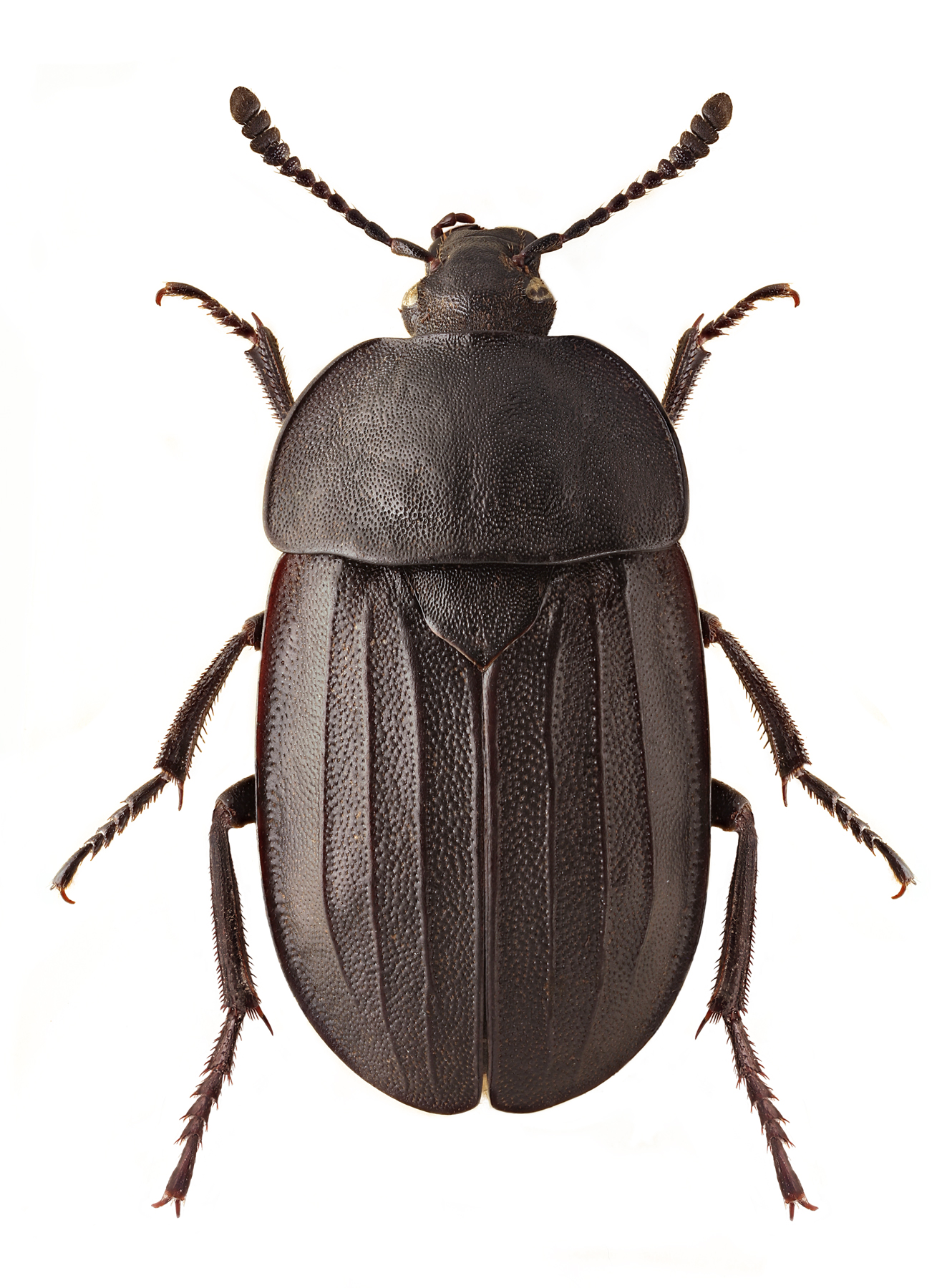
Silpha tristis
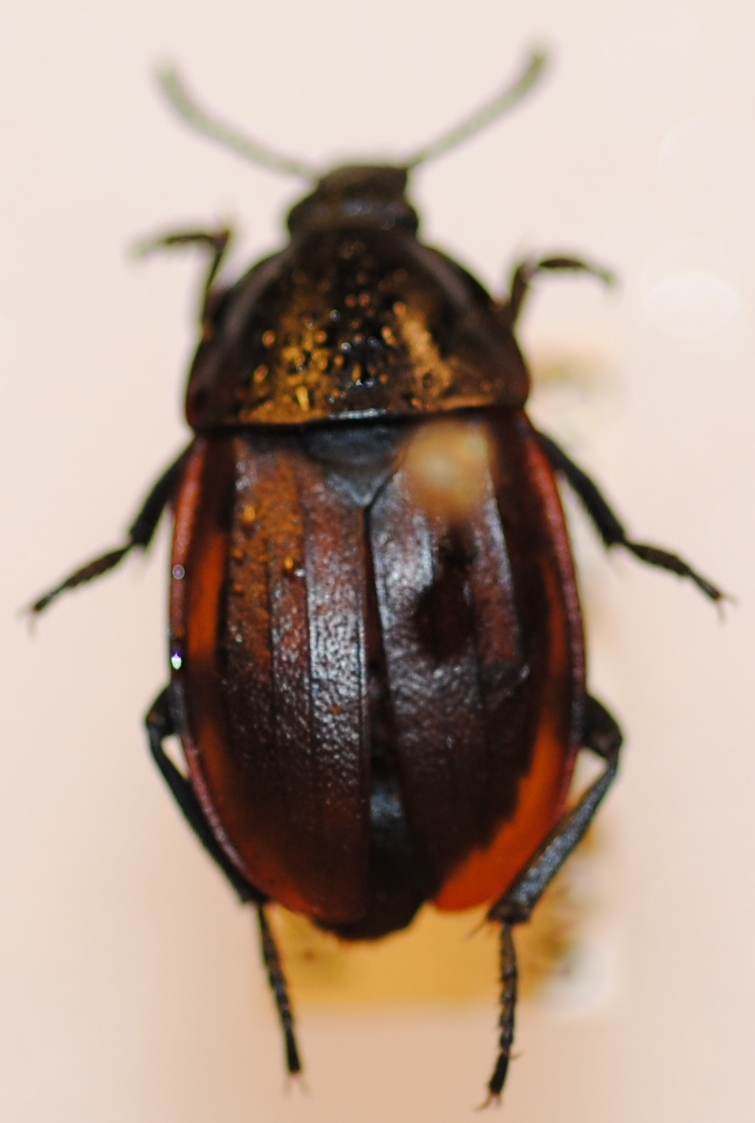
Silpha tyrolensis

## Especies
- Silpha alpestris Kraatz, 1876
- Silpha businskyorum Háva, J.Schneider & Růžička, 1999
- Silpha capicola Péringuey, 1888
- Silpha carinata Herbst, 1783
- Silpha koreana Cho & Kwon, 1999
- Silpha laevigata Fabricius, 1775
- Silpha longicornis Portevin, 1926
- Silpha melanura Hope, 1831
- Silpha obscura Linnaeus, 1758
- Silpha olivieri Bedel, 1887
- Silpha perforata Gebler, 1832
- Silpha puncticollis Lucas, 1846
- Silpha tricostata (Heer, 1847)
- Silpha tristis Illiger, 1798
- Silpha tyrolensis Laicharting, 1781